# 5inch Mechanism
5inch Mechanism（ファイブインチメカニズム）は、PLUMが製造販売しているロボットプラモデルのシリーズである。

## 概要
2023年1月27日に新シリーズとして発表され、シリーズで集めて楽しむことをコンセプトとする全高5インチ、約130mm前後のプラスチックキットシリーズである。ラインナップはパワードール、ガングリフォン、ウルフファング、重装機兵ヴァルケン、重装機兵レイノスからの発売を予定している。

## 1/48スケール
パワードール
- X-4+(PDF-802) 装甲歩兵（2023年8月発売）
- 拡張セットA 5inM 1/48 装甲歩兵用[エンジェルウイング＆M51グレネード＆DSG12SMG］（2023年9月発売）
- 拡張セットB 5inM 1/48 装甲歩兵用[MC120mmキャノン＆DRu20ATM＆DSG11SMG＆M62グレネード］（2023年9月発売）
- X-4RR(PDFR-R807) 装甲索敵歩兵（2023年12月発売）
- X-4+C(PDF-C701) 装甲強襲歩兵（2024年1月発売）
- X-4S(PDW-S810) 装甲歩兵（2025年8月発売予定）
- 拡張セットC 5inM 1/48 装甲歩兵用[LC40 LCAN&VP1 MSENS&P-9SLASR&M58 GRND&手持武装用持ち手(左右)]（2025年9月発売予定）

## 1/35スケール
ウルフファング
- TYPE01 蒼龍（SORYU）（2024年10月発売）
- TYPE02 天雷（TENRAI）（2024年12月発売）
- TYPE01 蒼龍（SORYU） 2P COLOR（2025年4月発売）
- TYPE02 天雷（TENRAI） 2P COLOR（2025年4月発売）